# Hind (cràter)

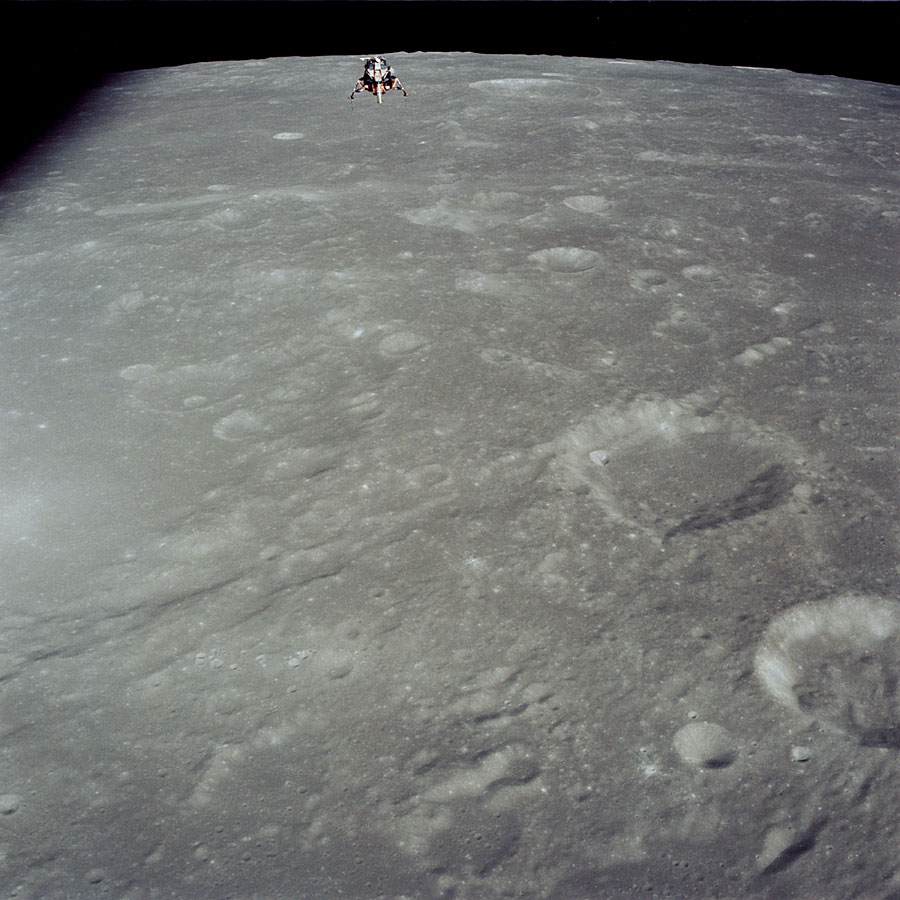
Fotografia de la missió Apol·lo 12

Hind és un cràter d'impacte lunar que es troba al sud-est de la planícia emmurallada del cràter Hiparc, i a l'est del cràter Halley. La vora de Hind està relativament lliure de desgast i deformacions, excepte per un trencament en la vora nord. No obstant això el sòl de Hind és relativament desigual, especialment en comparació de l'interior d'Halley. Hind i els cràters Hiparc C i Hiparc L formen una línia amb diàmetres decreixents que apunten al nord-est.

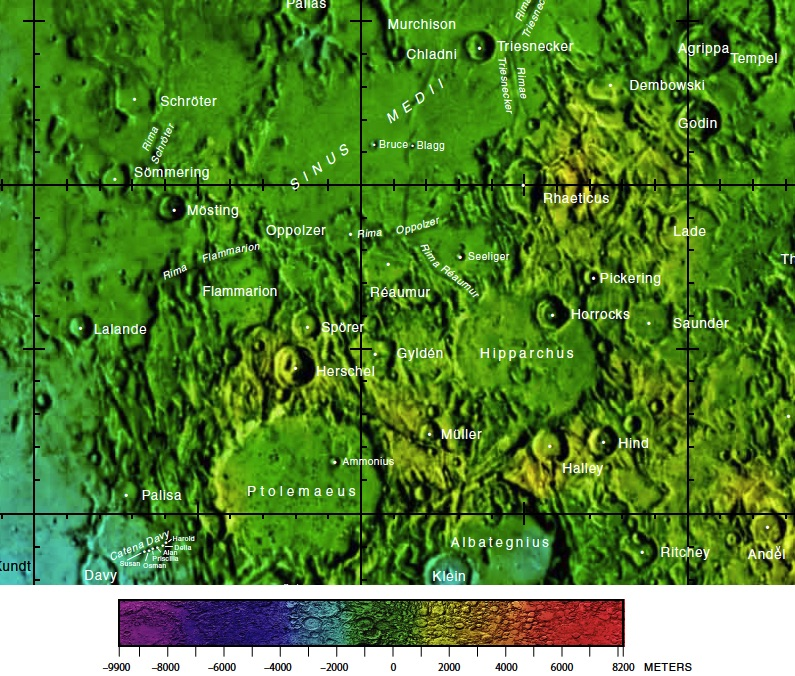
Localització de Hind (quadrant inferior dret de la imatge)

## Cràters satèl·lit
Per convenció aquests elements s'identifiquen en els mapes lunars col·locant la lletra en el costat del punt central del cràter que està més proper a Hind.
|      | \| Hind \| Coordenades \| Diàmetre \| \| ---- \| -------------------------------- \| -------- \| \| C \| 8° 42′ S, 7° 24′ E / 8.7°S,7.4°E \| 7 km \| |          |
| Hind | Coordenades | Diàmetre |
| C    | 8° 42′ S, 7° 24′ E / 8.7°S,7.4°E | 7 km     |